# Delhi metró

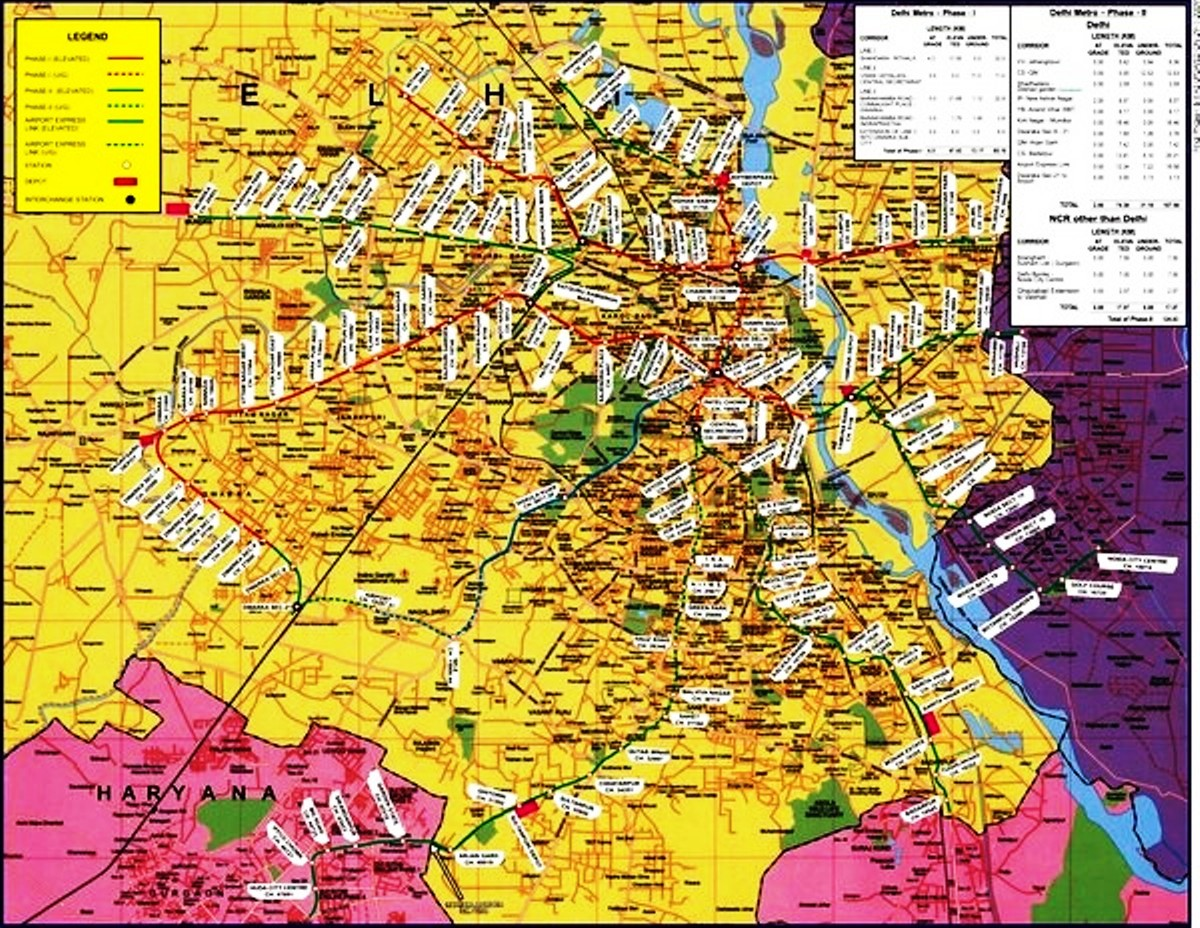
Delhi metróhálózata

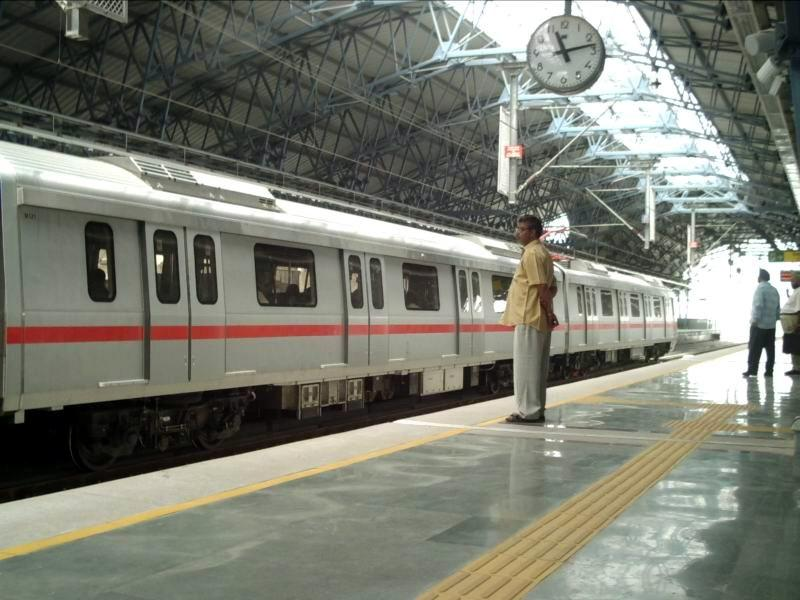
Metrószerelvény

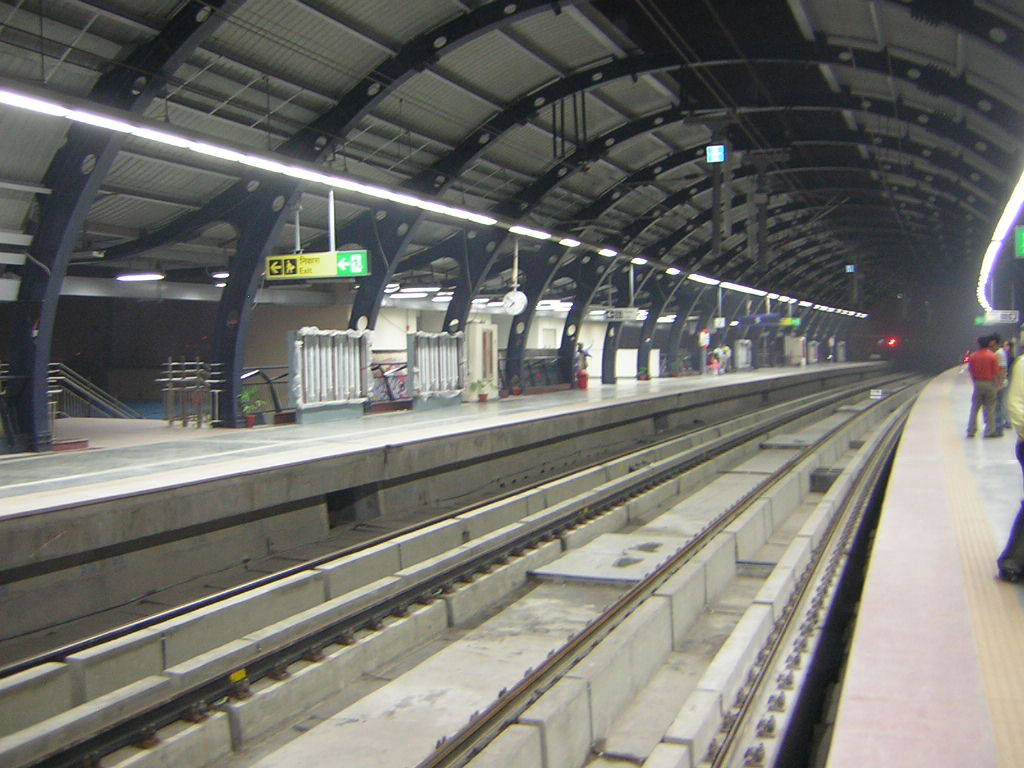
Rajouri Garden állomás

A Delhi metró Delhi város metrórendszere. A hálózat 10 vonalból áll, melyen 256 állomás található. 2019-ben a hosszúsága elérte a 391,38 km-t.

## Története
A Delhi metró építésének gondolata már 1960-ban megfogalmazódott, a jogi kereteket 1978-ban teremtették meg. Első lépésként 1995. március 5-én megalapították a Delhi Metró Vasúti Társaságot (DMRC), a tényleges kivitelezési munkálatok viszont csak 1998. október 1-én kezdődtek el. Fennakadást csupán az okozott, hogy 2000-ben a Vasútügyi Minisztérium az eredeti elképzelésekkel ellentétben, a hagyományos (1435 mm) nyomtáv helyett, a széles (1676 mm) nyomtáv használatára kötelezte a társaságot.
Az első vonalat 2002. december 24-én nyitották meg a nagyközönség előtt, a teljes beruházás első fázisa pedig három évvel a kitűzött határidő előtt, 2005 decemberére készült el. Ez az első fázis összesen 65,11 kilométer hosszú, mely 13,01 kilométer föld alatti, és 52,10 kilométer földfelszíni, megemelt szakaszból áll. A második szakasszal 128 kilométerre bővül a vonalak hossza, összesen 79 megállóval.
Ezeknek egy részét 2008 júniusában már átadták, a teljes befejezésre 2010 végéig várni kell. Két további szakasz is tervbe van véve, melyek újabb 112 és 108,5 kilométerrel toldanák meg a jelenlegi hálózatot, ezeknek elkészülte 2015 és 2020 körül várható. Ezekkel együtt a teljes hálózat hossza 413 kilométer lesz, mely a város növekedésével párhuzamosan tovább bővíthető.

## Vonalak

### Az 1-es vonal
Az első vonalat 2002. december 24-én nyitották meg a nagyközönség előtt, a teljes beruházás első fázisa pedig három évvel a kitűzött határidő előtt, 2005 decemberére készült el. Ez az első fázis összesen 65,11 kilométer hosszú, mely 13,01 kilométer föld alatti, és 52,10 kilométer földfelszíni, megemelt szakaszból áll. A második szakasszal 128 kilométerre bővül a vonalak hossza, összesen 79 megállóval. Ezeknek egy részét 2008 júniusában már átadták, a teljes befejezés 2010 végéig volt tervbe véve. Két további szakaszt terveznek, melyek újabb 112 és 108,5 kilométerrel toldanák meg a jelenlegi hálózatot, ezeknek elkészülte 2015 és 2020 körül várható. Ezekkel együtt a teljes hálózat hossza 413 kilométer, ami a város növekedésével párhuzamosan tovább bővíthető.

## Járművek
Minden szerelvény négy vagonból áll, szerelvényenként 240 ülő- és 400 állóhellyel. A járatok reggel 6 és este 11 óra között 3–4,5 perces időközönként követik egymást. Az állomások és a szerelvények légkondicionáltak és 20–22 °C közé vannak temperálva. A szerelvények átlagsebessége 80 km/h körüli, az állomásokon hozzávetőlegesen 20 másodpercet tartózkodnak. Az állomások és szerelvények folyamatos megfigyelését 1200 kamera zártláncú hálózatával végzik. Az utasok biztonságát képzett biztonsági őrök garantálják az állomásokon, illetve minden szerelvényen civil ruhás metróőr teljesít szolgálatot. Étel-, italfogyasztás, rágógumizás és dohányzás a metró teljes területén tilos. Az automata bemondó hindi és angol nyelven mondja a szövegeket.

## Műszaki jellemzői
Az energiaellátás 25 kV-os váltakozó árammal, felsővezetéken történik. Az üzemelést a következő jelzőrendszerek biztosítják: központosított automatikus vonatirányítás (CATC), automatikus vonatüzemeltetés (ATO), automatikus vonatvédelem (ATP) és automatikus vonatjelzőrendszer (ATS). A vonal legtöbb állomásán – környezetvédelmi megfontolásból – esővízgyűjtő rendszert alakítottak ki. Minden állomásnak egyedi a látványvilága, melyet a helyi művészeti iskola tanulói terveztek.

## Menetjegyek
A viteldíj kiegyenlítésére RFID-rendszert alkalmaznak. Az egyéves érvényességű SmartCard 10 százalék kedvezményt nyújt minden utazásra. Az egy útra feljogosító RFID Token a vásárlás napján érvényes, ára a megtett megállók számával arányos. Ezeken kívül létezik még egy-, illetve háromnapos turistakártya, ezek az adott érvényességi időn belül korlátlan utazást tesznek lehetővé.

## Rekordok, érdekességek
- 2010 április 22-én az egy nap alatt szállított utasok száma 1 092 780 fővel rekordot döntött.[3]
- Az építkezés egyik irányítója a magyar Klados Gusztáv volt.